# هنري ويد روجرز
هنري ويد روجرز (بالإنجليزية: Henry Wade Rogers)‏ هو محامي وقاضي أمريكي، ولد في 15 أكتوبر 1853، وتوفي في 16 أغسطس 1926.